# كسر السحر (كتاب)
كسر السحر: الدين كظاهرة طبيعية أو (إبطال السحر: الدين كظاهرة طبيعية) هو كتاب صدر عام 2006، يحاول من خلاله الفيلسوف والعالم الإدراكي دانيال دينيت نقاش فكرة أن الدين بحاجة إلى تحليل وفق منهجية علمية مما يتيح فهمًا أفضل لطبيعته ومستقبله. «السحر» الذي يحتاج إلى «كسر» ليس الإيمان الديني بحد ذاته بل الاعتقاد بأن هذا الايمان هو خارج حدود المنهجية العلمية.

## الموجز

### الجزء الأول
الكتاب يقع في ثلاثة أجزاء. الجزء الأول يناقش الدافع والمبرر لمشروع الكتاب: هل يمكن للعلم دراسة الدين؟ هل ينبغي للعلم دراسة الدين؟

### الجزء الثاني
بعد الإجابة بالإيجاب على أسئلة الجزء الأول، يتابع الكاتب في الجزء الثاني مستخدمًا علم الأحياء التطوري وعلم التطور الثقافي لاقتراح نظريات ممكنة فيما يتعلق بأصل الدين والتطور اللاحق للأديان الحديثة من معتقدات شعبية غابرة. الجزء الثالث يحلل الدين وتأثيراته في عالم اليوم: هل يجعلنا الدين أخلاقيين؟ هل الدين هو ما يعطي المعنى للحياة؟ ما الذي ينبغي علينا أن نعلمه للأطفال؟ يبني دينيت الكثير من تحليلاته على الدليل التجريبي، بالرغم من ذلك فإنه عادة ما يشير إلى الحاجة إلى الكثير من الأبحاث في هذا المجال.
يقوم تعريف الكاتب للدين على أنه «نظام اجتماعي يقر أتباعه أو يؤمنون بوسائط ما ورائية ويكون نيل رضاها من أهم تطلعاتهم» يشير دينيت بأن هذا التعريف هو «نقطة للبدء وليس أمراً مسلما به».

## الاستقبال النقدي
استقبل الكتاب وجهات نظر نقدية مختلفة من قراء متنوعين بالإضافة لوسائل الإعلام

### الغارديان
يصف الكاتب في صحيفة الغارديان أندرو براون الكتاب «تفسير واضح وجلي للأسباب التي تدفعنا لدراسة السلوك الديني كظاهرة بشرية»

### مجلة الأمريكي العلمي
يصف الكاتب في الأمريكي العلمي جورج جوهانسون الحبكة الرئيسية للكتاب بكونها «توليف ذكي لمكتبات التطور، وعلم الإنسان، والأبحاث في علم النفس حول أصل وانتشار الدين»

### مجلة النيويوركي
وصف الكاتب في مجلة النيويوركي وعالم الأحياء التطوري ه.ألن أور الكتاب بأنه «رصيد يمكن الاعتماد عليه لما يمكن دعوته التاريخ الطبيعي للدين»

### من المجتمع الديني

#### النيويورك تايمز
دعا ليون ويسيلتير، العضو السابق في هيئة تحرير المراجعة اليهودية للكتب الكتاب في مجلة نيويورك تايمز «حالة يؤسف لها لما آلت إليه العلموية» وزعم بأنه «مختارات مضحكة لخرافات معاصرة»

#### نيو اتلانتس
البروفيسور الذي يعمل لدى الجامعة الكاثوليكية والناقد الصريح للحركة البيئية، بالإضافة لعمله الخاص تشارلز ت روبن، شبه دينيت ب«العالم الموسيقى المصاب بصمم النغمات» منتقدًا ما أسماه «عدم رغبته بالاعتراف بحدود العقلانية العلمية» ومتهمًا إياه بـ «نشر نفس الاستعارات القديمة من عصر التنوير والتي لم تعمل في ذلك الوقت أول ظهورها».

## روابط خارجية
- كسر السحر على موقع الموسوعة البريطانية (الإنجليزية)